# (4370) Dickens
Pour les articles homonymes, voir Dickens.
(4370) Dickens est un astéroïde de la ceinture principale.

## Description
(4370) Dickens est un astéroïde de la ceinture principale. Il fut découvert par Edward L. G. Bowell le 22 septembre 1982 à Flagstaff (Observatoire Lowell). Il présente une orbite caractérisée par un demi-grand axe de 2,19 UA, une excentricité de 0,199 et une inclinaison de 2,55° par rapport à l'écliptique.
Il fut nommé en hommage à l'écrivain britannique Charles Dickens (1812-1870).

## Compléments